# Tricyphona (Tricyphona) inconstans
Tricyphona (Tricyphona) inconstans is een tweevleugelige uit de familie Pediciidae. De soort komt voor in het Nearctisch gebied.